# Caryomys
Caryomys là một chi động vật có vú trong họ Cricetidae, bộ Gặm nhấm. Chi này được Thomas miêu tả năm 1911. Loài điển hình của chi này là Microtus(Eothenomys) inez Thomas, 1908.

## Các loài
Chi này gồm các loài: